# Lilli von Kohl
Laura Louise Henriette von Kohl (født 14. december 1882, død 4. maj 1931 i Laurelton, New Jersey, USA), kaldt Lilli, Lili eller Lily, var en dansk manuskriptforfatter, som var tvillingesøster til Louis von Kohl og lillesøster til Carl og Aage von Kohl.
Lilli von Kohl blev som 23-årig gift med den godt 40 år ældre brygger Carl Jacobsen i 1906. Ægteskabet var ikke lykkeligt, og Jacobsens børn var stærkt imod det, så i 1908 blev parret skilt.
I 1909 giftede Lilli von Kohl sig med instruktør og filmdirektør Kay van der Aa Kühle - et ægteskab, der varede til (1914 eller) 1915.
Hun skrev i 1911 manuskriptet til filmen Morfinisten, som hendes bror Louis instruerede.
Hun flyttede til USA, hvor hun en tid havde en systue inden hun giftede sig med advokat Oliver Carpenter. Hun døde i en bilulykke.

## Eksterne links
- Lili v. Kohl på Carlsberg Wikia
- Laura Louise Henriette Kohl på Geni.com
- Lilli von Kohl på Internet Movie Database (engelsk)
- Lilli von Kohl på Filmdatabasen
- Lilli von Kohl på danskfilmogtv.dk